# Sick People Are Safe
Albums de No Age
Dead Plane
(2007) Weirdo Rippers
(2007)
Sick People Are Safe est le troisième EP du groupe No Age, sorti en 2007 sur le label Deleted Art, uniquement en vinyle 12″.
Il fait partie d'une série de trois EP sortis le même jour, le 26 mars 2007 par No Age sur trois labels différents : celui-ci sur Deleted Art, Get Hurt sur Upset the Rhythm et Dead Plane sur Teenage Teardrops.

## Liste des titres

### Face A
1. Boy Void
2. Sick People Are Safe

### Face B
1. Vacation Pay
2. Semi-Sorted